# 1976-os Le Mans-i 24 órás verseny
A 44. Le Mans-i 24 órás versenyt 1976. június 12. és június 13. között rendezték meg.

## Végeredmény
|    | Kategória | #  | Csapat                        | Versenyzők                                                  | Modell                  | Motor                              | Körök |
| -- | --------- | -- | ----------------------------- | ----------------------------------------------------------- | ----------------------- | ---------------------------------- | ----- |
| 1  | S 3.0     | 20 | Martini Racing Porsche System | Jacky Ickx Gijs van Lennep                                  | Porsche 936             | Porsche Type-935 2.1L Turbo Flat-6 | 349   |
| 2  | S 3.0     | 10 | Grand Touring Cars Inc.       | Jean-Louis Lafosse Francois Migault                         | Mirage GR8              | Ford Cosworth DFV 3.0L V8          | 338   |
| 3  | S 3.0     | 12 | Alain de Cadenet              | Alain de Cadenet Chris Craft                                | De Cadenet-Lola T380    | Ford Cosworth DFV 3.0L V8          | 337   |
| 4  | Gr.5      | 40 | Martini Racing Porsche System | Rolf Stommelen Manfred Schurti                              | Porsche 935             | Porsche Type-935 2.9L Turbo Flat-6 | 331   |
| 5  | S 3.0     | 11 | Grand Touring Cars Inc.       | Derek Bell Vern Schuppan                                    | Mirage GR8              | Ford Cosworth DFV 3.0L V8          | 326   |
| 6  | Gr.5      | 52 | Gérard Méo                    | Raymond Touroul Alain Cudini                                | Porsche 911 Carrera RSR | Porsche 3.0L Flat-6                | 314   |
| 7  | S 3.0     | 17 | Joest Racing Team             | Ernst Kraus Günther Steckkönig                              | Porsche 908/3           | Porsche Type-935 2.1L Turbo Flat-6 | 313   |
| 8  | GTP       | 1  | Inaltera                      | Jean-Pierre Beltoise Henri Pescarolo                        | Inaltera LM             | Ford Cosworth DFV 3.0L V8          | 305   |
| 9  | Gr.5      | 63 | Evon Evertz K.G.              | Heinz Martin Hartwig Bertrams                               | Porsche 911 Carrera RSR | Porsche 3.0L Flat-6                | 302   |
| 10 | Gr.5      | 42 | BMW Motorsport GmbH / Alpina  | Harald Grohs Sam Posey Hughes de Fierlandt                  | BMW 3.5CSL              | BMW 3.5L I6                        | 299   |
| 11 | Gr.5      | 54 | Louis Meznarie                | Hubert Striebig Anny-Charlotte Verney Helmut Kirschoffer    | Porsche 934             | Porsche 3.0L Turbo Flat-6          | 298   |
| 12 | GT        | 71 | "Ségolen"                     | "Ségolen" Michel Ouvière Jean-Yves Gadal                    | Porsche 911 Carrera RSR | Porsche 3.0L Flat-6                | 292   |
| 13 | Gr.5      | 53 | ASA Cachia                    | Thierry Sabine Philippe Dagoreau Jean-Claude Andruet        | Porsche 911 Carrera RS  | Porsche 3.0L Flat-6                | 288   |
| 14 | IMSA      | 77 | Tom Vaugh                     | Tom Vaugh John Rulon-Miller Jean-Pierre Laffeach            | Porsche 911 Carrera RSR | Porsche 3.0L Flat-6                | 283   |
| 15 | S 2.0     | 35 | Daniel Brillat Georges Morand | Georges Morand François Trisconi André Chevalley            | Lola T292               | Ford Cosworth 2.0L I4              | 279   |
| 16 | GT        | 57 | Gelo Racing Team              | Tim Schenken Toine Hezemans                                 | Porsche 934             | Porsche 3.0L Turbo Flat-6          | 277   |
| 17 | GT        | 67 | Joël Laplacette               | Joël Laplacette Alain Leroux Georges Bourdillat             | Porsche 911 Carrera RSR | Porsche 3.0L Flat-6                | 273   |
| 18 | Gr.5      | 50 | Thierry Perrier               | Thierry Perrier Guy de Saint-Pierre Martine Rénier          | Porsche 911 Carrera RSR | Porsche 3.0L Flat-6                | 273   |
| 19 | GT        | 65 | Porsche Kremer Racing         | Marie-Claude Charmasson Didier Pironi Bob Wollek            | Porsche 934             | Porsche 3.0L Turbo Flat-6          | 270   |
| 20 | GTP       | 3  | Aseptogyl                     | Christine Dacremont Lella Lombardi                          | Lancia Stratos          | Ferrari Dino 2.4L Turbo V6         | 265   |
| 21 | GTP       | 2  | Inaltera                      | Christine Beckers Jean-Pierre Jaussaud Jean Rondeau         | Inaltera LM             | Ford Cosworth DFV 3.0L V8          | 264   |
| 22 | S 2.0     | 31 | Chandler Ibec                 | Tony Birchenhough Ian Bracey Simon Phillips Brian Joscelyne | Lola T290/4             | Ford Cosworth FVC 2.0L I4          | 252   |
| 23 | Gr.5      | 55 | Almeras Fréres                | Christian Poirot René Boubet                                | Porsche 911 Carrera RSR | Porsche 3.0L Flat-6                | 245   |
| 24 | T         | 95 | Jean-Louis Ravenel            | Jean-Louis Ravenel Jean Ravenel Jean-Marie Détrin           | BMW 3.0CSL              | BMW 3.0L I6                        | 237   |

## Nem értékelhető
|    | Kategória | #  | Csapat             | Versenyzők                                      | Modell      | Motor                     | Körök |
| -- | --------- | -- | ------------------ | ----------------------------------------------- | ----------- | ------------------------- | ----- |
| 25 | S 2.0     | 30 | Jean-Marie Lemerle | Jean-Marie Lemerle Alain Lévie Patrick Daire    | Lola T294   | ROC-Simca 2.0L I4         | 218   |
| 26 | GT        | 61 | ASA Cachia         | Jean-Claude Andruet Henri Cachia Jacques Borras | Porsche 934 | Porsche 3.0L Turbo Flat-6 | 203   |
| 27 | GT        | 70 | "Beurlys"          | John Blaton Nick Faure John Goss                | Porsche 934 | Porsche 3.0L Turbo Flat-6 | 168   |

## Nem ért célba
|    | Kategória | #  | Csapat                                      | Versenyzők                                                         | Modell                      | Motor                              | Körök |
| -- | --------- | -- | ------------------------------------------- | ------------------------------------------------------------------ | --------------------------- | ---------------------------------- | ----- |
| 28 | Gr.5      | 47 | Porsche Kremer Racing                       | Juan-Carlos Bolanos Eduardo Lopez Negrete Billy Sprowls Hans Heyer | Porsche 935                 | Porsche Type-935 2.8L Turbo Flat-6 |       |
| 29 | S 2.0     | 26 | Société ROC                                 | Alain Flotard Fred Stalder Albert Dufréne                          | Chevron B36                 | ROC-Simca 2.0L I4                  |       |
| 30 | GT        | 58 | G.V.E.A. Porsche Club Romand                | Bernard Cheneviére Peter Zbinden Nicolas Bührer                    | Porsche 934                 | Porsche 3.0L Turbo Flat-6          |       |
| 31 | Gr.5      | 46 | Team Brock                                  | Peter Brock Brian Muir Jean-Claude Aubriet                         | BMW 3.5CSL                  | BMW 3.5L I6                        |       |
| 32 | GT        | 69 | Schiller Racing Team                        | Claude Haldi Florian Vetsch                                        | Porsche 934                 | Porsche 3.0L Turbo Flat-6          |       |
| 33 | S 3.0     | 18 | Martini Racing Porsche System               | Reinhold Joest Jürgen Barth                                        | Porsche 936                 | Porsche Type-935 2.1L Turbo Flat-6 |       |
| 34 | GTP       | 5  | Écurie T.S.                                 | Guy Chasseuil Claude Ballot-Léna                                   | WM P76                      | Peugeot PRV 2.7L V6                |       |
| 35 | IMSA      | 78 | Diego Febles Racing                         | Diego Febles Alec Poole Hiram Cruz                                 | Porsche 911 Carrera RSR     | Porsche 3.0L Flat-6                |       |
| 36 | S 2.0     | 29 | José Thibault                               | José Thibault Alain Hubert Michel Lateste                          | Lenham                      | Ford Cosworth FVC 1.9L I4          |       |
| 37 | Gr.5      | 44 | A.S.P.M. - Tanday Music                     | Jean-Claude Justice Jean Bélin                                     | BMW 3.5CSL                  | BMW 3.5L I6                        |       |
| 38 | Gr.5      | 43 | BMW Motorsport GmbH Schnitzer Motorsport    | Dieter Quester Albrecht Krebs Alain Peltier                        | BMW 3.5CSL                  | BMW 3.5L I6                        |       |
| 39 | S 3.0     | 16 | Egon Evertz K.G.                            | Leo Kinnunen Egon Evertz                                           | Porsche 908/3               | Porsche 3.0L Flat-8                |       |
| 40 | S 3.0     | 19 | Renault Sport                               | Jean-Pierre Jabouille Patrick Tambay José Dolhem                   | Renault Alpine A442         | Renault 2.0L Turbo V6              |       |
| 41 | S 2.0     | 27 | Société ROC                                 | François Sérvanin Laurent Ferrier                                  | Chevron B36                 | ROC-Simca 2.0L I4                  |       |
| 42 | NASCAR    | 90 | NASCAR - Donlavey                           | Dick Brooks Dick Hutcherson Marcel Mignot                          | Ford Torino                 | Ford 7.0L V8                       |       |
| 43 | GT        | 62 | Philippe Dagoreau                           | Christian Bussi Philippe Gurdjian Christian Gouttepifre            | Porsche 911 Carrera RSR     | Porsche 3.0L Flat-6                |       |
| 44 | GTX       | 72 | William Vollery                             | Jean-Pierre Aeschlimann Roger Dorchy William Vollery               | Porsche 911 Carrera RS      | Porsche 3.0L Flat-6                |       |
| 45 | S 2.0     | 33 | Georges Schäfer                             | Georges Schäfer Jean-Pierre Adatte Riccardo Albanesi               | Chevron B26                 | Ford Cosworth FVC 1.8L I4          |       |
| 46 | Gr.5      | 48 | Jean-Louis Chateau                          | Jean-Louis Chateau Dominique Fornage Jean-Claude Guérie            | Porsche 934/5               | Porsche Type-935 3.0L Turbo Flat-6 |       |
| 47 | Gr.5      | 49 | Gelo Racing Team                            | Clemens Schickentanz Howden Ganley                                 | Porsche 911 Carrera RSR     | Porsche 3.0L Flat-6                |       |
| 48 | GT        | 73 | Sionauto 2001                               | Claude Buchet André Haller Jean-Luc Favresse                       | Datsun 260Z                 | Datsun 2.6L I6                     |       |
| 49 | IMSA      | 76 | IMSA Camel                                  | John Greenwood Bernard Darniche                                    | Chevrolet Corvette Stingray | Chevrolet 7.0L V8                  |       |
| 50 | S 3.0     | 21 | G.V.E.A. Porsche Club Ramond Xavier Lapeyre | Xavier Lapeyre Bernard Chevanne                                    | Lola T286                   | Ford Cosworth DFV 3.0L V8          |       |
| 51 | Gr.5      | 41 | BMW Motorsport GmbH                         | Peter Gregg Brian Redman                                           | BMW 3.0CSL Turbo            | BMW 3.2L Turbo I6                  |       |
| 52 | S 2.0     | 36 | Chuck Graeminger                            | Daniel Brillat Michel Degourmois "Dépnic"                          | Cheetah G601                | BMW 2.0L I4                        |       |
| 53 | Gr.5      | 45 | Hermetite Productions Ltd.                  | John Fitzpatrick Tom Walkinshaw                                    | BMW 3.5CSL                  | BMW 3.5L I6                        |       |
| 54 | IMSA      | 75 | IMSA Camel                                  | Michael Keyser Eddie Wachs                                         | Chevrolet Monza             | Chevrolet 5.7L V8                  |       |
| 55 | NASCAR    | 4  | NASCAR - McGriff                            | Hershel McGriff Doug McGriff                                       | Dodge Charger               | Dodge 7.0L Hemi V8                 |       |